# 毛思诚故、旧居
29°35′45.48″N 121°13′45.38″E / 29.5959667°N 121.2292722°E
毛思诚故、旧居位于中国浙江省宁波市奉化区溪口镇岩头村东街中段，是蒋中正早期启蒙老师毛思诚的祖居及旧居，两者相邻。故居建于清代晚期，因建造时门口有两块元宝状奇石，故又名元宝阊门，同时因毛思诚祖、父辈经营顺昌南货店又名顺昌。故居坐北朝南，呈三合院式，占地面积646.2平方米，设前后两进。前进前厅面阔五间，穿斗式梁架，厢房一间一弄。后进面阔与前厅相同。旧居由毛思诚建于民国初年，为中西合璧三层楼房，占地面积103.7平方米，一层为顺昌南货店，二层为毛思诚书房，2016年7月11日公布为奉化市文物保护单位。